# Степанычева, Ксения Викторовна
Ксе́ния Ви́кторовна Степа́нычева (род. 4 ноября 1978, Саратов) — российский драматург и сценарист.

## Биография
Родилась в Саратове в семье военнослужащего. Семья жила в гарнизонах в ГДР, в Украине, в Заполярье. В 1995 году окончила среднюю школу № 7 г. Белая Церковь. В 2000 году окончила Поволжскую академию государственной службы по специальности менеджер-экономист, специализация — маркетинг; диплом с отличием. По полученной специальности никогда не работала.
В журнале «Современная драматургия» опубликованы пьесы: «2х2=5» (2005, № 2), «Божественная пена» (2006, № 1), «Частная жизнь» (2007, № 4), «Дни Победы» (2010, № 2), «Полный вперёд!» (2016, №2), «Стандартная процедура» (2018, №2). В журнале «Мир детского театра» опубликована пьеса «Розовый бантик». Сказка «Розовый Бантик» стала лауреатом всероссийского конкурса пьес для детей «Мы дети твои, Россия» (2007 г.).
В 2004 году за пьесу «2×2=5» получила главную премию в ежегодном всероссийском конкурсе драматургов «Действующие лица».
Пьеса «2×2=5» Ксении Степанычевой была поставлена в 2005 году в Саратовском академическом театре драмы (режиссёр Григорий Аредаков, сценография Юрий Наместников), в 2007 году в Московском театре «Школа современной пьесы» (режиссёры Ольга Гусилетова и Альберт Филозов), в театре-студии «ЮZ» (Донецк), в 2007 году в театре «В Университетской роще» (Томск). Пьеса «Розовый Бантик» поставлена в детском театре-студии «Семь Я» (Долгопрудный), Чайковском народном театре юного зрителя, Саратовском государственном  академическом театре драмы (реж. С. Захарин), ЕГТИ (реж. А. Сысоев, спектакль-участник фестиваля «Коляда-Plays 2014») и во многих студенческих и школьных детских театральных студиях и драмкружках по всей стране.

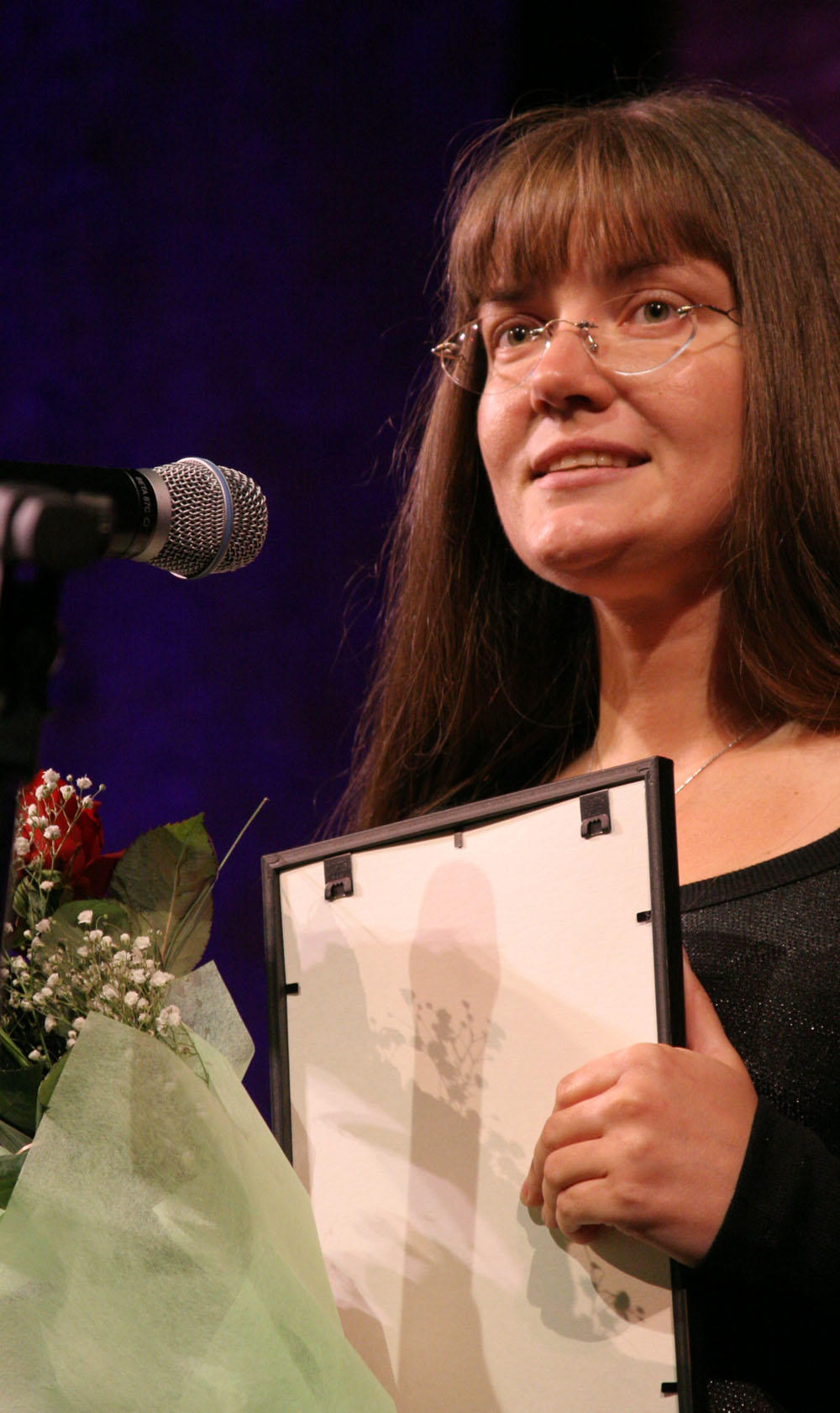
На церемонии награждения «Золотой Арлекин»

Ежегодно принимала участие в Форумах молодых писателей России (Москва – Липки, октябрь 2005, 2007—2013), семинарах детской литературы (Спасское-Лутовиново, июль 2007, Старая Русса, июнь 2009), проводимых фондом СЭИП. Руководила мастер-классом журнала «Современная драматургия» на Четырнадцатом Форуме молодых писателей России (Москва – Звенигород, октябрь 2014).
В 2010 году режиссёр Станислав Говорухин снял по сценарию Ксении Степанычевой фильм «В стиле Jazz». Фильм был представлен в конкурсной программе 18-го фестиваля «Окно в Европу», проходящего в Выборге, и получил приз «Золотая ладья» в конкурсе «Выборгский счёт».
Спектаклем по пьесе «Частная жизнь» Саратовский академический театр драмы имени И. А. Слонова открыл 1 октября 2009 года свой 207-й сезон.
В 2010 году пьеса Ксении Степанычевой «Дни Победы» стала лауреатом Всероссийского конкурса драматургов «Факел памяти». В 2013 году по этой пьесе был создан радиоспектакль на радиостанции «Звезда» (Москва). В 2016 году спектакль «Дни Победы» поставлен на сцене Магнитогорского драматического театра имени А. С. Пушкина режиссёром Максимом Кальсиным. Пьеса была поставлена в Псковском драматическом театре (реж. Вера Попова, 2021), Саратовском  академическом театре драмы (реж. В. Мамонов, 2021), Театре драмы Кузбасса (Кемерово, реж. Ю. Темирбаев, 2021).
Стала лауреатом VI театрального фестиваля «Золотой Арлекин» (сезон 2008/2009, 2009/2010), получив приз критики «Дар речи» за пьесу «Частная жизнь».
Пьеса «Частная жизнь» в 2011 году была поставлена в Сахалинском театральном центре имени А. П. Чехова.
В 2012 году стала лауреатом независимой литературной премии «Дебют» в номинации «Драматургия» (за комедию «Похищение»). Пьеса «Похищение» поставлена в Бугульминском русском драматическом театре им. А. Баталова (2022 г.), Восточно-Казахстанском областном драматическом театре (реж. Р. Степенский, Усть-Каменогорск, 2021 г.),  ЦАТРА (реж. С. Смирнов, 2018), Драматическом театре «Колесо» (Тольятти, реж. В. Хрущёв, 2017), в Театре юного зрителя города Заречного (реж. Виктор Бояров, 2014).
Соавтор сценария фильма Станислава Говорухина «Weekend» (2013).
Пьеса «Полный вперёд!» поставлена в Орловском государственном театре для детей и молодёжи «Свободное пространство» (реж. Г. Зальцман, 2016), театре ФЭСТ (Мытищи, 2018).
С пьесой «Стандартная процедура» принимала участие в драматургической лаборатории «Видимоневидимо» Саратовского академического театра драмы (читка, июль 2018 года). Пьеса «Стандартная процедура» поставлена в Усть-Илимском театре драмы и комедии (реж. Е. Таксиди, 2019), Северодвинском драматическом театре (реж. А. Кичик, 2021).

## Пьесы
- «2×2=5»[5]
- «Божественная пена»[1]
- «Дни Победы»
- «Казачьи сказы»
- «Полный вперёд!»
- «Похищение»
- «Розовый бантик»[17]
- «Секрет голубки»
- «Стандартная процедура»
- «Стаф»
- «Тиара Виолетты»
- «Частная жизнь»[18]